# Cardiida
Ordre
Les Cardiida sont un ordre de mollusques bivalves hétérodontes.

## Liste des sous-taxons
Selon World Register of Marine Species (13 avril 2020) :
- super-famille Cardioidea Lamarck, 1809
  - famille Cardiidae Lamarck, 1809
  - famille Pterocardiidae Scarlato & Starobogatov, 1979 †
- super-famille Tellinoidea Blainville, 1814
  - famille Donacidae Fleming, 1828
  - famille Icanotiidae Casey, 1961 †
  - famille Psammobiidae Fleming, 1828
  - famille Quenstedtiidae Cox, 1929 †
  - famille Semelidae Stoliczka, 1870 (1825)
  - famille Solecurtidae d'Orbigny, 1846
  - famille Sowerbyidae Cox, 1929 †
  - famille Tancrediidae Meek, 1864 †
  - famille Tellinidae Blainville, 1814
  - famille Unicardiopsidae Chavan, 1969 †

## Galerie

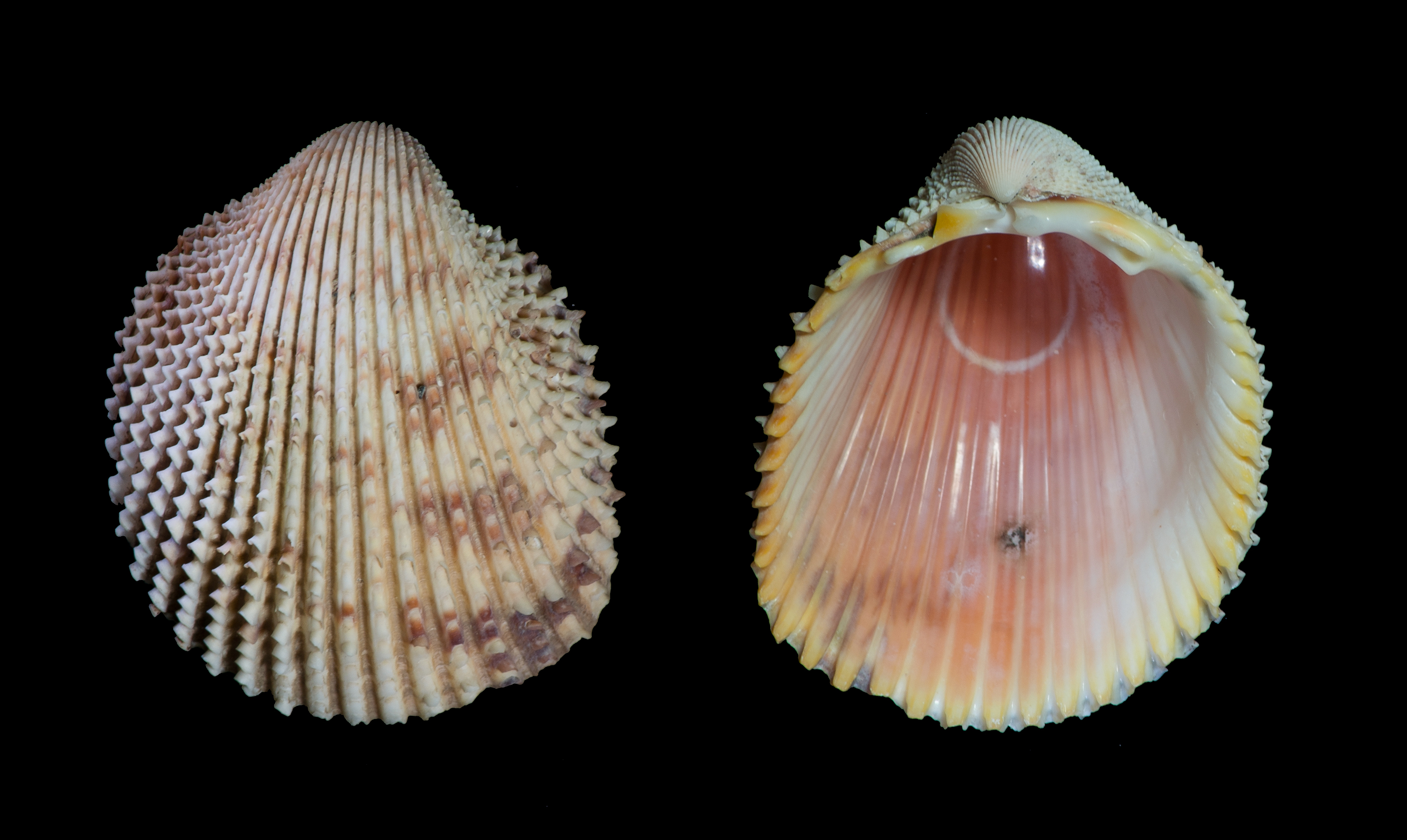
Trachycardium isocardia (famille des Cardiidae).
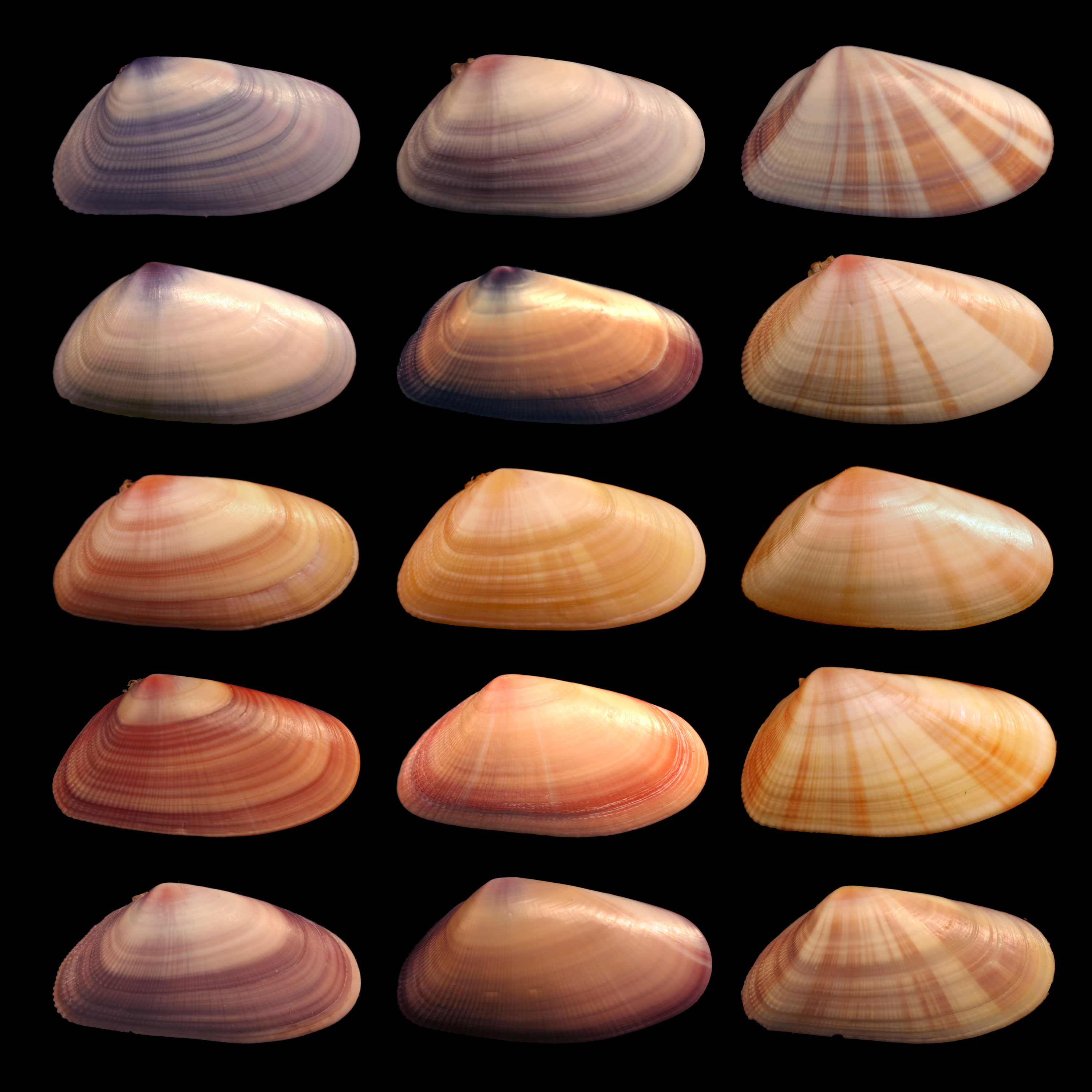
Donax variabilis (famille des Donacidae).
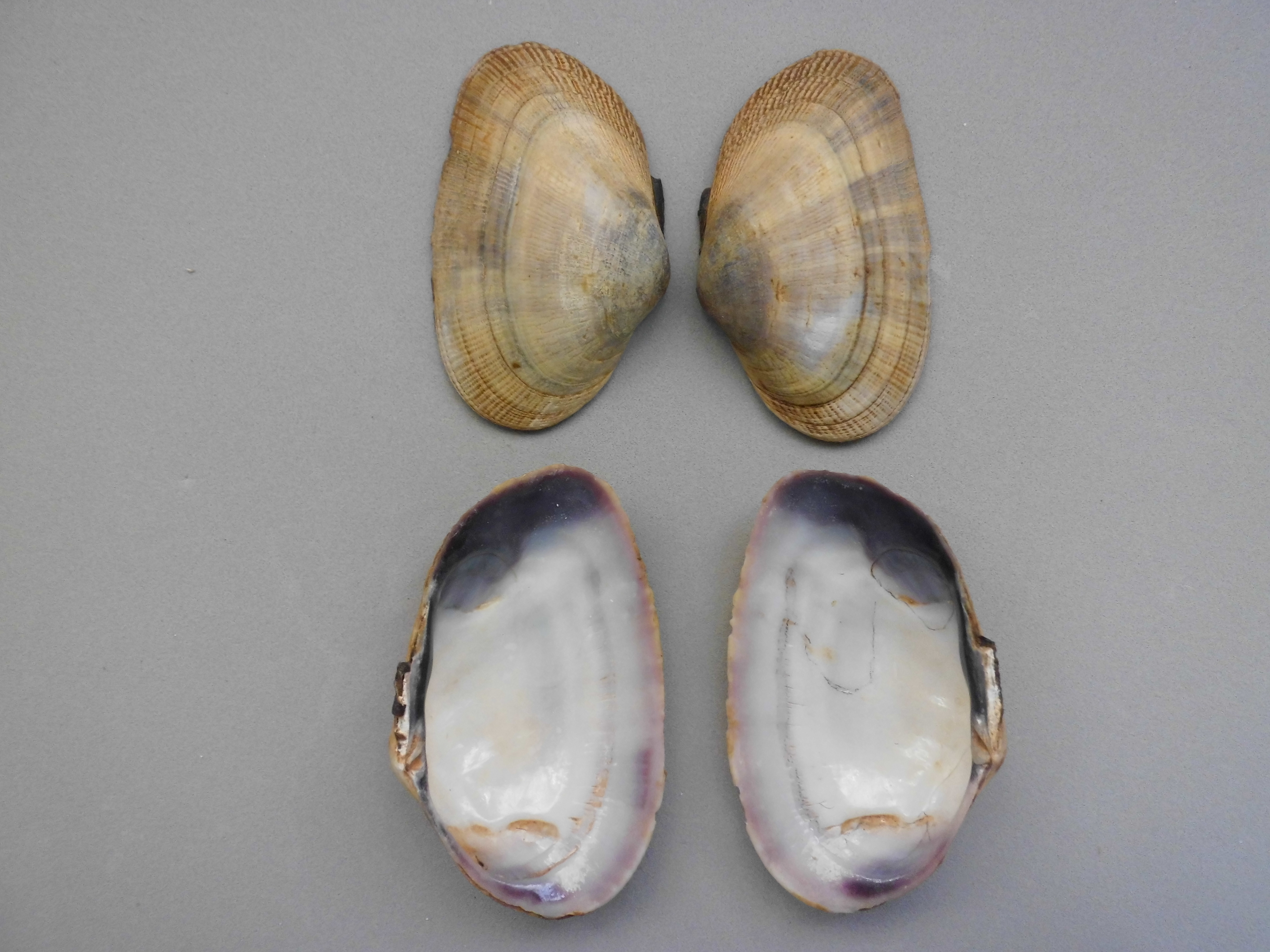
Asaphis deflorata (famille des Psammobiidae).
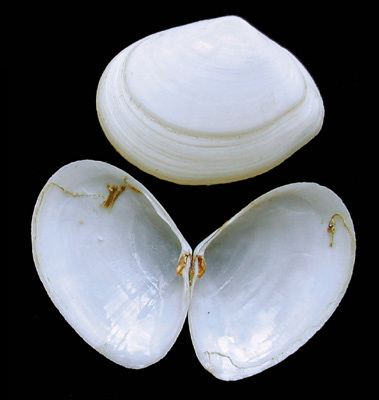
Abra alba (famille des Semelidae).
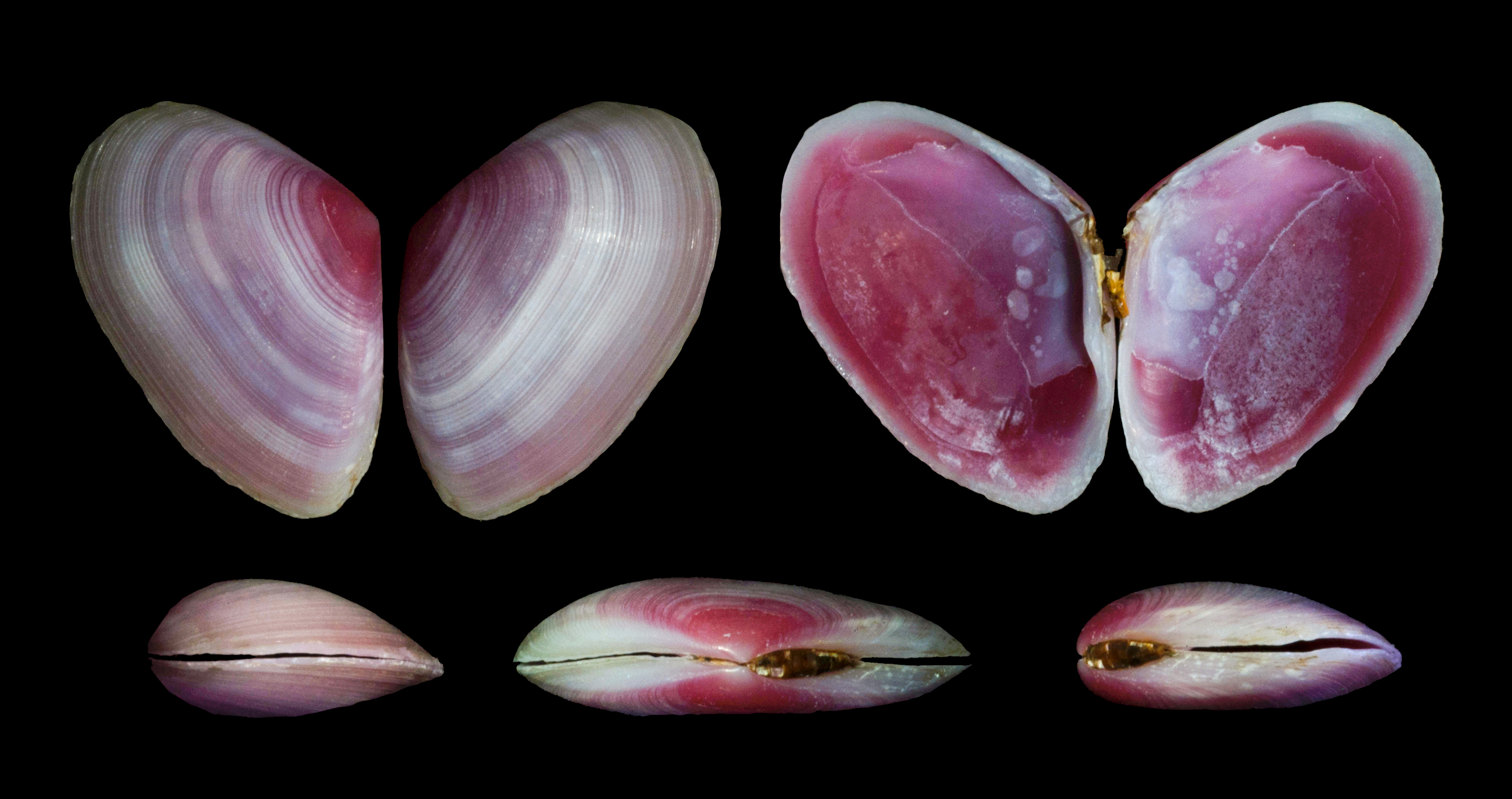
Eurytellina lineata (famille des Tellinidae).